# Hans Wüstendörfer
Hans Wüstendörfer (* 27. November 1875 in Wandsbek; † 11. Juni 1951 in Bad Orb) war ein deutscher Rechtswissenschaftler.

## Leben
Nach dem Abitur 1893 in Wandsbek studierte er von 1893 bis 1897 Rechtswissenschaften in Lausanne, München und Berlin. Von 1897 bis 1901 wa er Referendar in Wandsbek, Altona und Kiel. Ab 1902 war er Gerichtsassessor in Wandsbek und Kiel, Tätigkeit in Hamburger Reederei- und Schiffsmakler-Kontoren. Von 1903 bis 1904 besuchte er die Akademie für Sozial- und Handelswissenschaften. Von 1906 bis 1910 war er Privatdozent der Handelshochschule Köln. Von 1910 bis 1911 war er Privatdozent an der Universität Würzburg. Von 1911 bis 1919 war er Professor für Deutsches Recht, Bürgerliches Recht, Handelsrecht an der Universität Rostock. Von 1919 bis 1942 war er Professor für Handels- und Schiffahrtsrecht, Bürgerliches Recht und Privatrecht an der Universität Hamburg. 1942 erfolgte die Emeritierung.

## Schriften (Auswahl)
- § 278 des Bürgerlichen Gesetzbuches im Lichte des Römischen Rechts. Die Haftung des Schuldners für „Personen, deren er sich zur Erfüllung seiner Verbindlichkeit bedient“, nach römischem Recht. Straßburg 1897, OCLC 646250728.
- Studien zur modernen Entwicklung des Seefrachtvertrags. Dresden 1909, OCLC 915794688.
- Neuzeitliches Seehandelsrecht mit besonderer Berücksichtigung des angloamerikanischen und des internationalen Rechts. Ein Grundriß für Studierende und Praktiker. Tübingen 1950, OCLC 258430484.
- Zur Methode soziologischer Rechtsfindung. Zwei systematische Abhandlungen. Berlin 1971, ISBN 3-428-02492-3.